# Leucania reticulata
Leucania reticulata là một loài bướm đêm trong họ Noctuidae.